# Ipach Ferenc Xavér
Ipach Ferenc Xavér (Edelény (Borsod megye), 1722. október 22. – Kassa, 1774.) Jézus-társasági áldozópap és tanár, egyházi író.

## Élete
20 éves korában lépett a rendbe, letette a negyedik fogalmat és a bölcseletet tanította Kolozsvárt. Meghalt 1774-ben Kassán.

## Munkája
- Thalia legitima, sive de tempore, loco et personis religiose concivium instituentibus. Claudiopoli, 1752